# Фридрих фон Золмс-Барут (1821–1904)
Фридрих Херман Карл Адолф фон Золмс-Барут (на немски: Friedrich I. Hermann Carl Adolph von Solms; * 29 май 1821 в Касел; † 19 април 1904 в Берлин) е граф, 1. княз на Золмс-Барут и член на Райхстага на „Северно германския съюз“ (1867 – 1871), наследствен член на „Пруския Херенхауз“ (1879 – 1904) и офицер.
Той е син на граф Фридрих фон Золмс-Барут (1795 – 1879) и първата му съпруга графиня Амалия Тереза Хелена Берта фон Золмс-Барут (1801 – 1832), дъщеря на граф Йохан Хайнрих Фридрих фон Золмс-Барут (1770 – 1810) и графиня Шарлота Каролина Амалия фон Райхенбах (1776 – 1851). Баща му се жени втори път 1835 г. за роднината му графиня Ида фон Валвитц (1810 – 1869).
На 16 април 1888 г. той става 1. княз на Золмс-Барут. Той умира на 82 години на 19 април 1904 г. в Берлин.

## Фамилия
Фридрих фон Золмс-Барут се жени на 1 ноември 1851 г. във Виена за графиня Розали Телеки де Сцек (* 18 октомври 1818; † 30 юни 1890, Голсен при Берлин), дъщеря на Ференц Телеки де Сцек (1787 –1861) и баронеса Ерцзебет Банфи де Лосонкц
(1794 – 1853).  Те имат три деца:
- Фридрих Херман Йохан Георг (* 24 юни 1853, Берлин; † 31 декември 1920, Кличдорф), княз на Золмс-Барут, пруски генерал-лейтенант, женен на 10 септември 1881 г. във Фюрстенщайн за графиня Луиза фон Хохберг, фрайин фон Фюрстенщайн (* 29 юли 1863; † 7 май 1938), дъщеря на 2. княз Ханс Хайнрих XI фон Плес, граф фон Хохберг (1833 – 1907) и Мария фон Клайст (1828 – 1883)
- Хелена Франциска Мария Агнес (* 28 септември 1854, Голсен при Берлин; † 17 април 1886, Потсдам), омъжена на 25 април 1878 г. в Берлин за граф Ото фон Золмс-Зоненвалде (* 14 юни 1845; † 27 октомври 1886), син на граф Фридрих Франц Александер Теодор фон Золмс-Зоненвалде (1814 – 1890) и Клара фон Рекс-Тилау (1815 – 1886)
- Мария-Агнес Елизабет Роза (* 8 юли 1856, Голсен; † 9 декември 1941, Либихау, окр. Бунцлау), омъжена I. на 1 юли 1879 г. в Голсен за граф Егберт Хойер фон дер Асебург (* 1 януари 1847; † 31 март 1909), син на граф Лудвиг Август фон дер Асебург-Фалкенщайн (1796 – 1869) и графиня Аделхайд ле Камус фон Фюрстенщайн (1816 – 1900); II. на 5 януари 1911 г. в Берлин за принц Франц фон Ратибо-Корвей-Хоенлое-Шилингсфюрст (* 6 април 1849; † 27 май 1925), син на херцог Виктор I фон Ратибор княз фон Корвей Хоенлое-Шилингсфюрст (1818 – 1893) и принцеса Мария Амалия София Вилхелмина фон Фюрстенберг (1821 – 1899).

Фридрих фон Золмс-Барут се жени втори път на 20 октомври 1891 г. в Цютцен за Анна Хедвиг фон Клайст (* 27 октомври 1829; † 4 април 1920), вдовица на Юлиус фон дер Декен († 16 юни 1867), дъщеря на граф Едуард фон Клайст, фрайхер цу Цютцен (1795 – 1852) и графиня Луиза фон Хохберг, фрайин цу Фюрстенщайн (1804 – 1851). Бракът е бездетен.